# Tsukiatteru no ni Kataomoi
- 付き合ってるのに片思い (Romaji: Tsukiatteru no ni Kataomoi, tên dịch ra tiếng Anh là Even Though We're Dating, It's Unrequited Love) là Single thứ mười lăm của nhóm Berryz Koubou thuộc Hello! Project. Nó được phát hành vào ngày 28, tháng 11, năm 2007 với nhãn hiệu PICCOLO TOWN bằng 2 phiên bản. Phiên bản chính có số Catalog PKCP-5108 và phiên bản Limited (cùng Bonus DVD) có số Catalog PKCP-5106.
- DVD Single V của bài hát này không được phát hành, thay vào đó bản PV, Close-Up, và quá trình dàn dựng đã được đưa vào Berryz Koubou Single V Clips (3) của nhóm.

## Credit
- Sáng tác lời: Tsunku
- Dàn dựng: Okubu Kaoru

## Danh sách bài hát trên CD thường
1. 付き合ってるのに片思い (Romanji: Tsukiatteru no ni Kataomoi)
2. 我ら！Berryz仮面 (Romanji: Warera! Berryz Kamen)
3. 付き合ってるのに片思い (Instrumental) (Tsukiatteru no ni Kataomoi (Bản nhạc khí))

## Danh sách bài hát trên DVD có hạn
1. 付き合ってるのに片思い (Dance Shot Ver.) (Tsukiatteru no ni Kataomoi (Bản vũ đạo))

## Những buổi biểu diễn trên truyền hình
- Ngày 25, tháng 11, năm 2007 Haromoni@
- Ngày 30, tháng 11, năm 2007 Music Japan
- Ngày 03, tháng 12, năm 2007 Uta Doki! Pop Classics
- Ngày 04, tháng 12, năm 2007 Oha Star
- Ngày 31, tháng 12, năm 2007 58th Kouhaku Uta Gassen (as part of a medley)

## Những buổi biểu diễn phối hợp
- Hello! Project 2008 Winter ~Wonderful Hearts Nenjuu Mu Kyuu~
- Hello! Project 2008 Winter ~Kettei! Hello☆Pro Award '08~
- Berryz Koubou & °C-ute Nakayoshi Battle Concert Tour 2008 Haru ~Berryz Kamen vs Cutie Ranger~
- Berryz Koubou Concert Tour 2008 Aki ~Berikore!~

## Bảng xếp hạng và doanh thu trênOricon
| T. Hai | T. Ba | T. Tư | T. Năm | T. Sáu | T. Bảy | C. Nhật | Xếp hạng trong tuần | Lợi nhuận hàng tuần |
| ------ | ----- | ----- | ------ | ------ | ------ | ------- | ------------------- | ------------------- |
| -      | 3     | 7     | 5      | 6      | 14     | 16      | 6                   | 28.307              |
| 12     | -     | -     | -      | -      | -      | -       | 53                  | 2.292               |
| -      | -     | -     | -      | -      | -      | -       | 134                 | 769                 |
| -      | -     | -     | -      | -      | -      | -       | 195                 | 419                 |

Tổng doanh thu: 31.787

## Liên kết khác
- Danh mục bài hát của Berryz Koubou từ UP-FRONT WORKS: Discography entry Lưu trữ ngày 13 tháng 9 năm 2012 tại Wayback Machine
- Lời bài hát từ trang projecthello.com: Tsukiatteru no ni Kataomoi, Warera! Berryz Kamen